# Valentina Fijačko
Valentina Fijačko Kobić (Varaždin, 1977.) je hrvatska sopranistica.

## Životopis
Rođena je u Varaždinu 1977. godine. Diplomirala je i magistrirala pjevanje na Muzičkoj akademiji u Zagrebu u klasi doc. Lidije Horvat-Dunjko. Usavršavala se u Beču kod KS Olivere Miljaković. U Hrvatskom narodnom kazalištu u Zagrebu je 2001. godine debitirala je u ulozi Laurette u Puccinijevoj operi Gianni Schicchi. 
Od rujna 2003. do kraja 2006. bila je članica opere Hrvatskog narodnog kazališta u Osijeku. Od siječnja 2007. članica je opere Hrvatskog narodnog kazališta u Splitu, a od 2018. prvakinja je opere Hrvatskog narodnog kazališta u Zagrebu.

## Nagrade i natjecanja
- 1. nagrada na natjecanju učenika i studenata glazbe i plesa u Dubrovniku (2001. i 2003.)
- Dekanova nagrada Muzičke akademije i Rektorova nagrada Sveučilišta u Zagrebu
- nagrada Marija Borčić za najboljeg studenta pjevanja
- nagrada Ivo Vuljević za najuspješnijeg mladog umjetnika u 2003. godini[2]
- nagrada Mladi glazbenik godine za najuspješnijeg mladog glazbenika Hrvatske u 2004. godini[3]
- nagrada hrvatskog glumišta za 2007. godinu[4]
- nagrada Antun Marušić Hrvatskog narodnog kazališta u Splitu za iznimne uspjehe u sezoni 2007./2008.
- nagrada "Milka Trnina" za 2008. godinu[5]
- nagrada "Marijana Radev" Hrvatskog narodnog kazališta u Zagrebu za 2014. godinu
- nagrada "Marijana Radev" Hrvatskog narodnog kazališta u Zagrebu za 2018. godinu
- 2019.-Red Danice hrvatske s likom Marka Marulića[6]

## Uloge
- Lauretta u operi Gianni Schicchi Giacoma Puccinija (HNK Zagreb, HNK Rijeka)
- Genovieffa u operi Suor Angelica Giacoma Puccinija (HNK Zagreb)
- Suor Angelica u operi Suor Angelica Giacoma Puccinija (HNK Zagreb, HNK Split)[7]
- Papagena u operi Čarobna frula Wolfganga Amadeusa Mozarta (HNK Zagreb)
- Pamina u operi Čarobna frula Wolfganga Amadeusa Mozarta (HNK Zagreb, HNK Osijek)
- Prva dama u operi Čarobna frula Wolfganga Amadeusa Mozarta (HNK Zagreb)
- Zerlina u operi Don Giovanni Wolfganga Amadeusa Mozarta (HNK Zagreb)
- Ksenija u operi Boris Godunov Modesta Petroviča Musorgskog (HNK Zagreb)
- Dijete u operi Dijete i čarolije Mauricea Ravela (HNK Zagreb)
- Bastienne u operi Bastien i Bastienne Wolfganga Amadeusa Mozarta (HNK Zagreb)
- Jelena u operi Nikola Šubić Zrinski Ivana pl. Zajca (HNK Zagreb, HNK Split, HNK Osijek)[8]
- Mimi u operi La Boheme Giacoma Puccinija (HNK Split, HNK Zagreb)[9]
- Susanna u operi Figarov pir Wolfganga Amadeusa Mozarta (HNK Osijek, Narodno pozorište u Sarajevu)
- Fiordiligi u operi Cosi fan tutte Wolfganga Amadeusa Mozarta (HNK Osijek)
- Helena u opereti Lijepa Helena Jacquesa Offenbacha (HNK Osijek)
- Adina u operi Ljubavni napitak Gaetana Donizettija (HNK Osijek, HNK Split)
- Đula u operi Ero s onoga svijeta  Jakova Gotovca (HNK Osijek, HNK Split)
- Margareta u operi Faust Charlsa Gounoda (HNK Split, HNK Ivan pl. Zajc Rijeka)
- Marica u opereti Spli’ski akvarel Ive Tijardovića (HNK Split)[10]
- Marženka u operi Prodana nevjesta Bedřicha Smetane (HNK Split)[11]
- Desdemona u operi Otello Giuseppeja Verdija (HNK Split)[12]
- Mara u operi Adel i Mara Josipa Hatzea (HNK Split)[13]
- Mikaela u operi Carmen Georgea Bizeta (HNK Zagreb)
- Lizbeth u operi Postolar od Delfta Blagoja Berse (HNK Zagreb)[14]
- Donna Elvira u operi Don Giovanni Wolfganga Amadeusa Mozarta (HNK Zagreb)
- Margareta u operi Mefistofele Ariga Boita (HNK Split)
- Tatjana u operi Jevgenij Onjegin Petra Iljiča Čajkovskog (HNK Zagreb)
- Elizabeta u operi "Don Carlo" Giusepe Verdi

(Hnk Zagreb)
- Liu u operi “Turandot”

Giacoma Puccinija
(Hnk Split)

## Koncertni repertoar
- Antonin Dvořák: Stabat Mater[15]
- Wolfgang Amadeus Mozart: Requiem
- Giuseppe Verdi: Requiem
- Gioachino Rossini: Stabat Mater

## Vanjske poveznice
- Slobodna Dalmacija.hr – Siniša Jović: »Valentina Fijačko ususret 'Mefistofeleu': Kad sam zaljubljena zaboravljam taktove«
- Operabase.com: Valentina Fijačko (njem.)